# Gruppo dell'Ankogel
Il Gruppo dell'Ankogel (in tedesco Ankogelgruppe) è un gruppo montuoso degli Alti Tauri. Prende il nome dall'Ankogel che ne è la vetta più significativa senza esserne la vetta più alta. Si trova in Austria (Salisburghese e Carinzia). Buona parte del gruppo è inserita nel Parco nazionale Alti Tauri.

## Classificazione

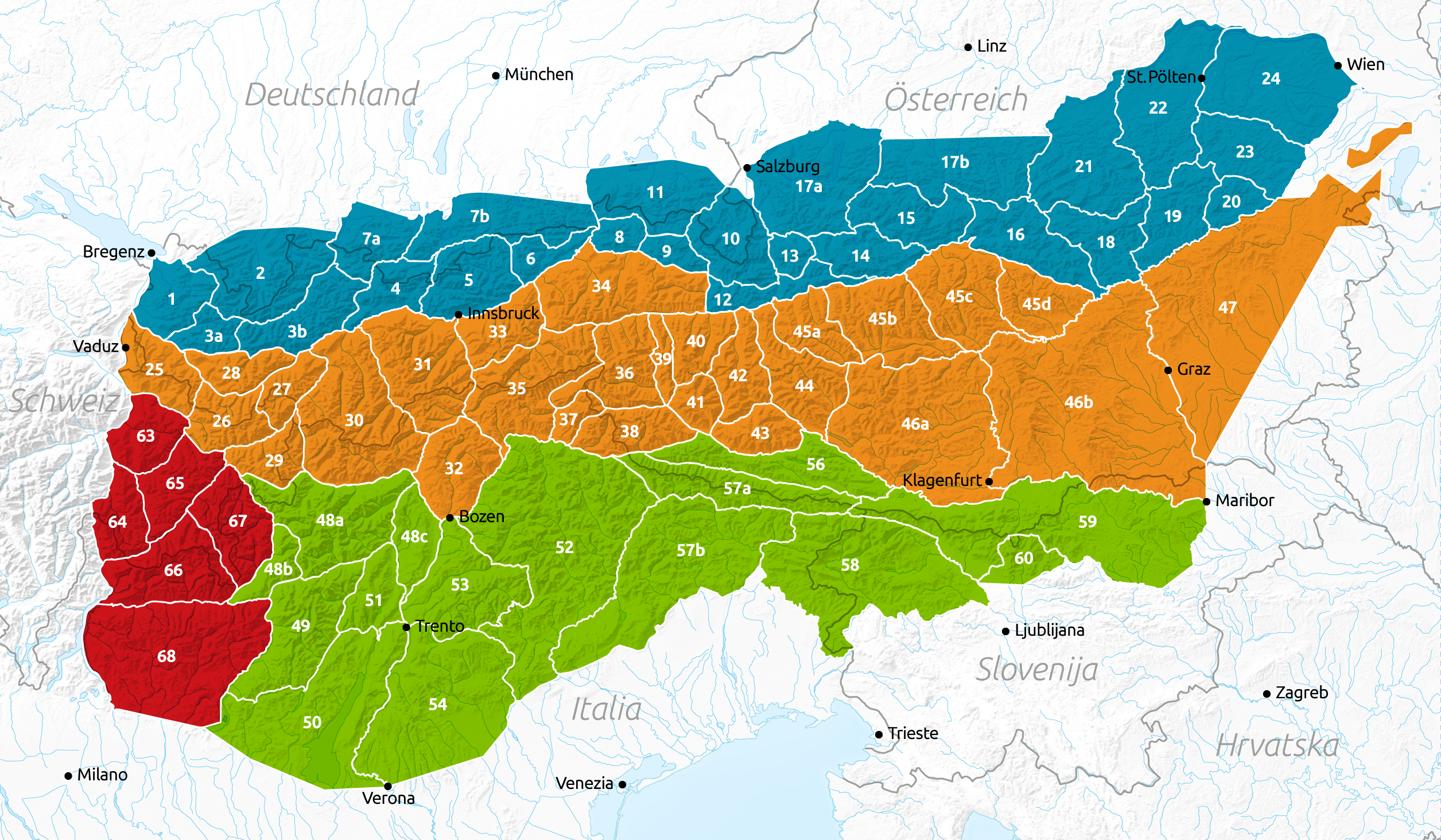
Il Gruppo dell'Ankogel secondo l'AVE è individuato dal numero 44.

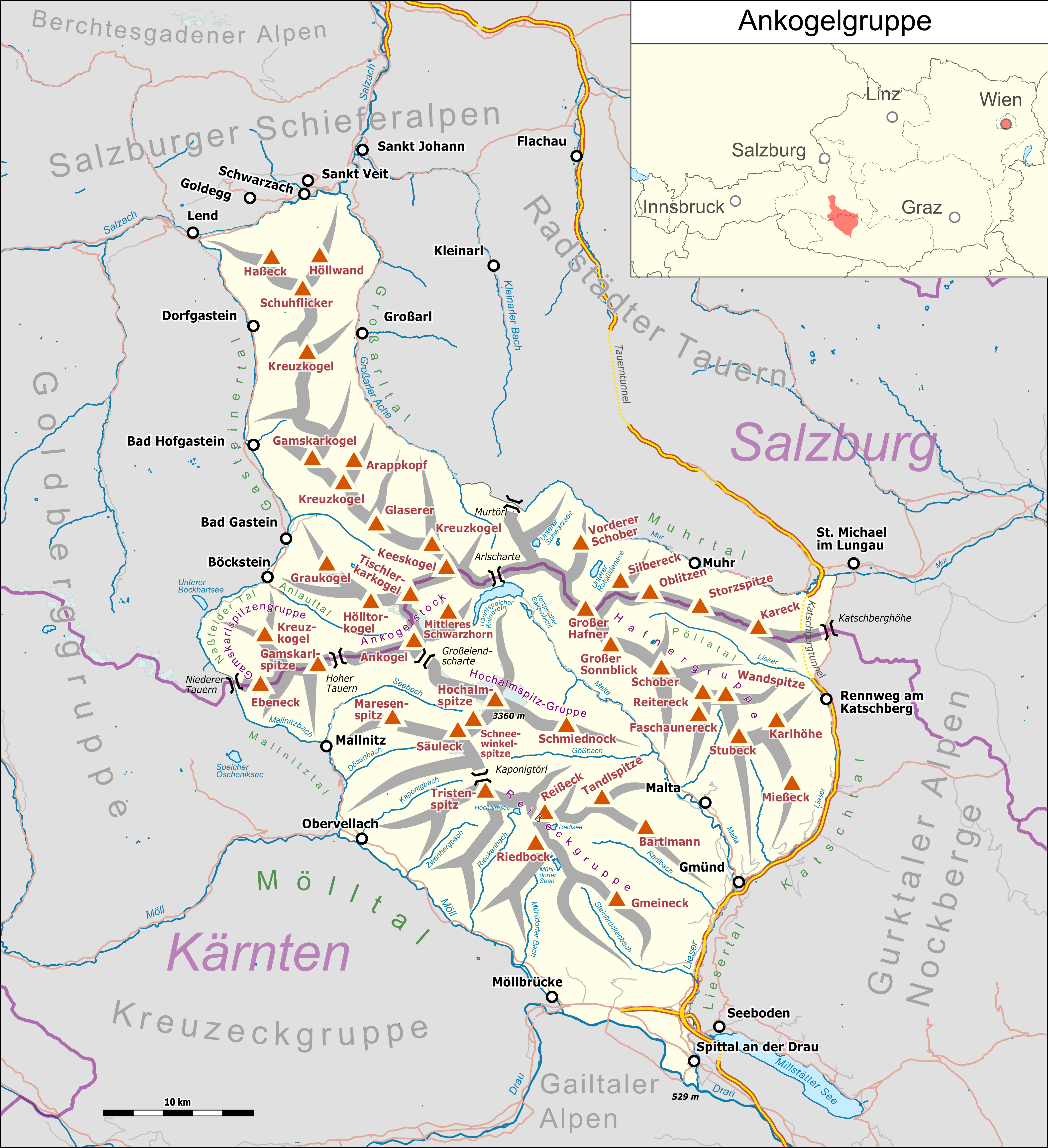
Cartina dettagliata del gruppo montuoso.

Secondo la SOIUSA il Gruppo dell'Ankogel è un supergruppo alpino con la seguente classificazione:
- Grande Parte = Alpi Orientali
- Grande Settore = Alpi Centro-orientali
- Sezione = Alpi dei Tauri occidentali
- Sottosezione = Alti Tauri
- Supergruppo = Gruppo dell'Ankogel
- Codice = II/A-17.II-F.

Secondo l'AVE costituisce il gruppo n. 44 di 75 nelle Alpi Orientali.

## Suddivisione
Secondo la SOIUSA il Gruppo dell'Ankogel è suddiviso in tre gruppi e nove sottogruppi:
- Gruppo dell'Ankogel p.d. (13)
  - Catena principale dell'Ankogel (13.a)
  - Catena dell'Hölltor (13.b)
  - Catena Großarl-Gasteiner (13.c)
  - Catena del Kärlspitz (13.d)
  - Catena del Preimlspitz (13.e)
  - Catena dell'Hochalmspitze (13.f)
  - Catena del Säuleck (13.g)
- Gruppo del Reißeck (14)
- Gruppo dell'Hafner (15)
  - Catena principale dell'Hafner (15.a)
  - Catena del Faschauner (15.b)

## Vette

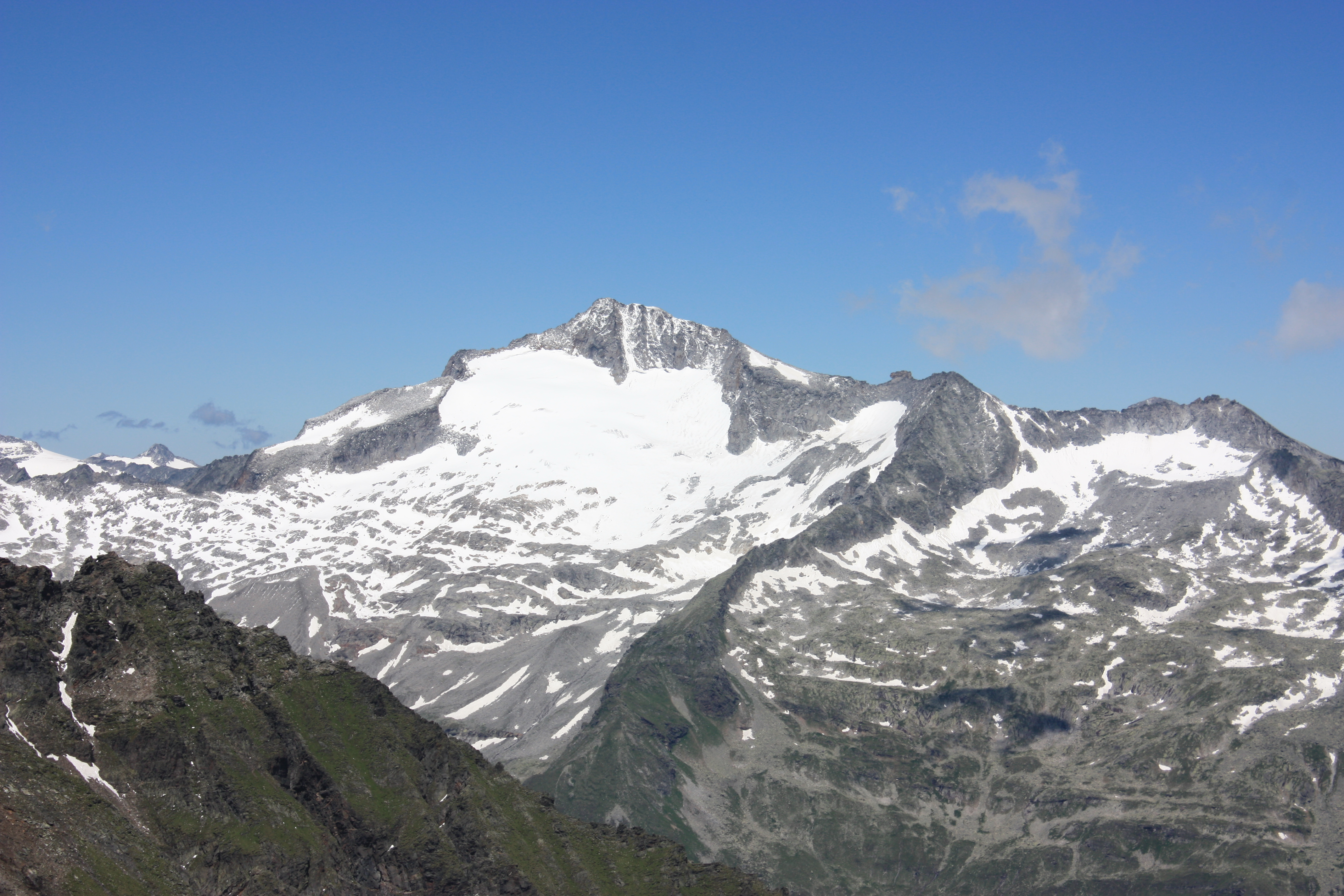
L'Hochalmspitze.

Le vette principali sono:
- Hochalmspitze - 3.360 m
- Großelendkopf - 3.317 m
- Ankogel - 3.252 m
- Jochspitze - 3.179 m
- Schwarzkopf - 3.171 m
- Zsigmondyspitze - 3.152 m
- Preimlspitz - 3.133 m
- Steinerne Mandln - 3.125 m
- Winkelspitz - 3.112 m
- Oberlercherspitze - 3.107 m
- Kordonspitze - 3.102 m
- Säuleck - 3.086 m
- Großer Hafner - 3.076 m
- Elendköpfe - 3.070 m
- Großer Sonnblick - 3.030 m